# Gillian Sally Bidgood
Gillian Sally Bidgood (1948 - ) é um botânico inglês.
É um especialista em Espermatófitas.

## Publicação
- Acanthostelma in Kre Bull., 40(4): 855 (1985)